# لويجي لافيتشيا
لويجي لافيتشيا (بالإيطالية: Luigi Lavecchia)‏ (مواليد 25 أغسطس 1981 في تورينو - إيطاليا) لاعب كرة قدم إيطالي يلعب حاليا لصالح نادي الدرجة الأولى بولونيا الإيطالي منذ 2007 في مركز الوسط الأيمن كما يجيد اللعب في مركز الظهير الأيمن .

## وصلات خارجية
- لويجي لافيتشيا على موقع قاعدة بيانات كرة القدم.إي يو (الإنجليزية)
- لويجي لافيتشيا على موقع Soccerway.com (الإنجليزية)
- لويجي لافيتشيا على موقع عالم كرة القدم.نت (الإنجليزية)
- لويجي لافيتشيا على موقع كووورة